# Aeródromo de Casarrubios del Monte

i7
i11
i13
Aeródromo de Casarrubios del Monte ist ein Flugplatz im Gemeindegebiet Casarrubios del Monte in der spanischen Provinz Toledo in der Autonomen Gemeinschaft Kastilien-La Mancha.
Der Flugplatz liegt rund sechs Kilometer nördlich von der Stadt Casarrubios del Monte entfernt. Der Aeródromo ist für die zivile Luftfahrt unter VFR-Bedingungen zugelassen. Auf dem 37 Hektar großen Gelände befinden sich zahlreiche Hangars, eine Tankstelle, ein Kontrollturm, ein Restaurant mit Terrasse und eine Flugschule.  
Mit rund 300 Flugbewegungen am Tag ist der Aeródromo de Casarrubios del Monte einer der meistfrequentierten Sportflugplätze in Spanien.